# 世界樹迷宮V 漫長神話的盡頭
《世界樹迷宮V 漫長神話的盡頭》是Atlus于2016年8月4日发行的任天堂3DS独占游戏。作品是Atlus迷宫探索型角色扮演游戏“世界树的迷宫系列”作品之一，为系列第五款编号作品。上一款编号作品是2012年的《世界树的迷宫IV 传承的巨神》。